# Napoleon przekraczający Przełęcz Świętego Bernarda w 1800 roku
Napoleon przekraczający Przełęcz Świętego Bernarda w 1800 roku (fr. Bonaparte franchissant le Grand-Saint-Bernard) – obraz olejny francuskiego malarza Jacques’a-Louisa Davida przedstawiający Napoleona Bonaparte, Pierwszego Konsula Republiki Francuskiej. Jest to wyidealizowany obraz przejścia przez Wielką Przełęcz Św. Bernarda w Alpach, którego Napoleon dokonał na czele swojej armii 20 maja 1800. Istnieje pięć zbliżonych wersji obrazu namalowanych w latach 1801–1803.

## Okoliczności powstania
W sierpniu 1800 hiszpański król Karol IV Burbon skontaktował się ze swoim ambasadorem we Francji markizem de Múzquiz, aby ten zamówił u Davida portret konny Napoleona. Obraz miał zdobić jedną z sal Pałacu Królewskiego w Madrycie, gdzie eksponowano portrety konne hiszpańskich monarchów. Powodem zamówienia była chęć poprawy stosunków dyplomatycznych z postrewolucyjną Francją. David zażądał 24 tys. franków za portret, nad którym pracował cztery miesiące, do stycznia 1801. Napoleon nie pozował mu do obrazu, ale kiedy zobaczył portret w pracowni malarza, zlecił mu wykonanie repliki. W latach 1801–1803 David namalował jeszcze dwie kopie na życzenie Bonapartego. Piąta, ostatnia wersja nie powstała na zamówienie, stanowiła własność malarza aż do jego śmierci.

## Opis obrazu
David ukazał Napoleona dosiadającego konia stającego dęba, według tradycji starożytnej symbolizującego władzę. Jest to dynamiczny portret młodego przywódcy wojskowego. Na skałach widnieje inskrypcja z nazwiskiem Bonapartego oraz Hannibala i Karola Wielkiego, którzy również przekroczyli Alpy prowadząc swoje wojska. Napoleon miał powiedzieć Davidowi, żeby przedstawił go „spokojnego na narowistym koniu”, chociaż w rzeczywistości podróżował na bezpieczniejszym mule. Nie chciał również pozować do obrazu, uważał, że ważniejsze jest przedstawienie jego charakteru niż wyglądu.
Kolejne wersje wykonane z pomocą asystentów różnią się detalami takimi jak maść i uprząż konia, czy kolor powiewającej peleryny (żółty, pomarańczowy lub czerwony). Za każdym razem David starał się osiągnąć lepszy efekt chromatyczny.

Obrazy w kolejności powstawania
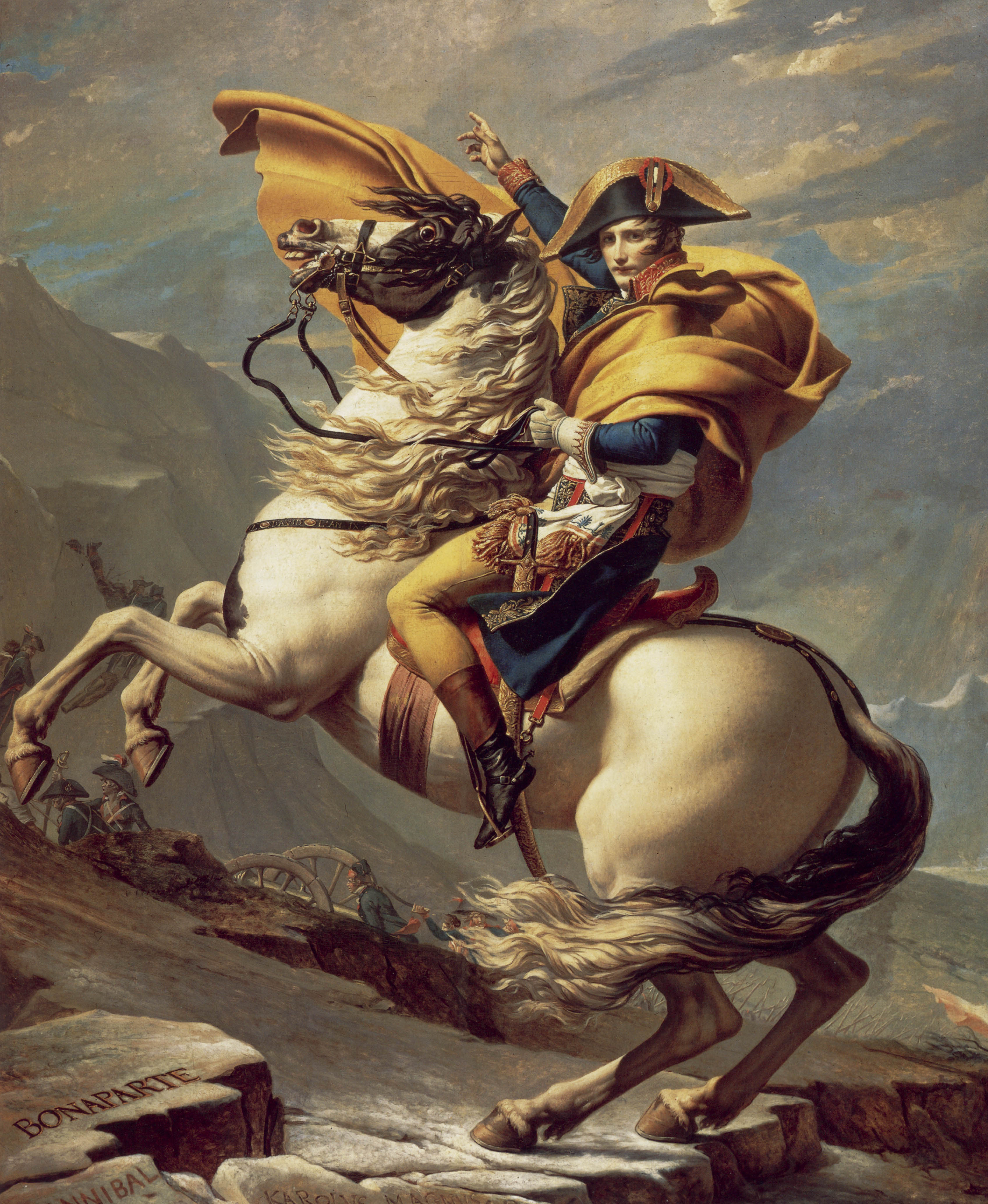
Muzeum Zamku w Malmaison (260 × 221 cm), 1801
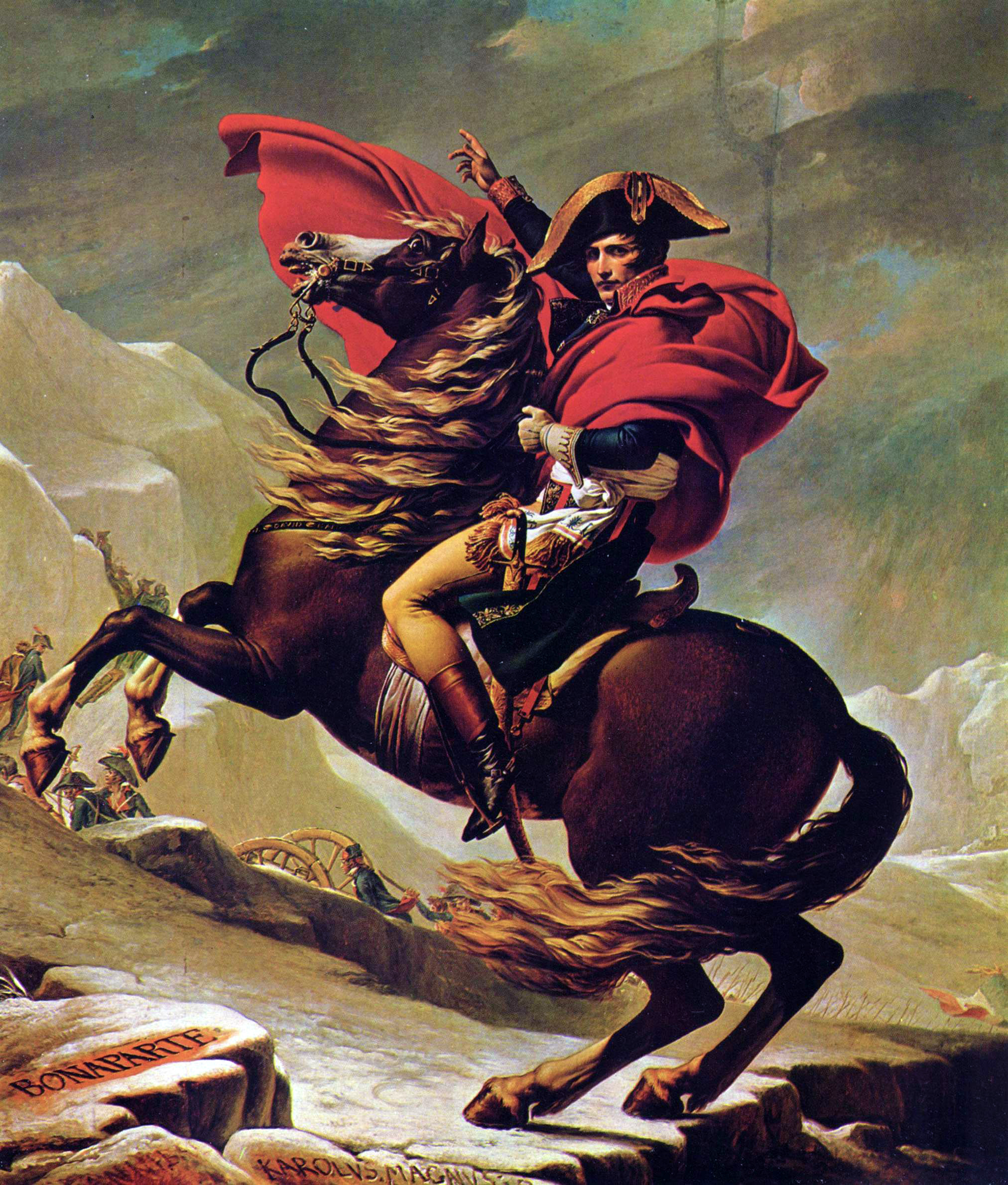
Muzeum Pałacu Charlottenburg (260 × 226 cm), 1801
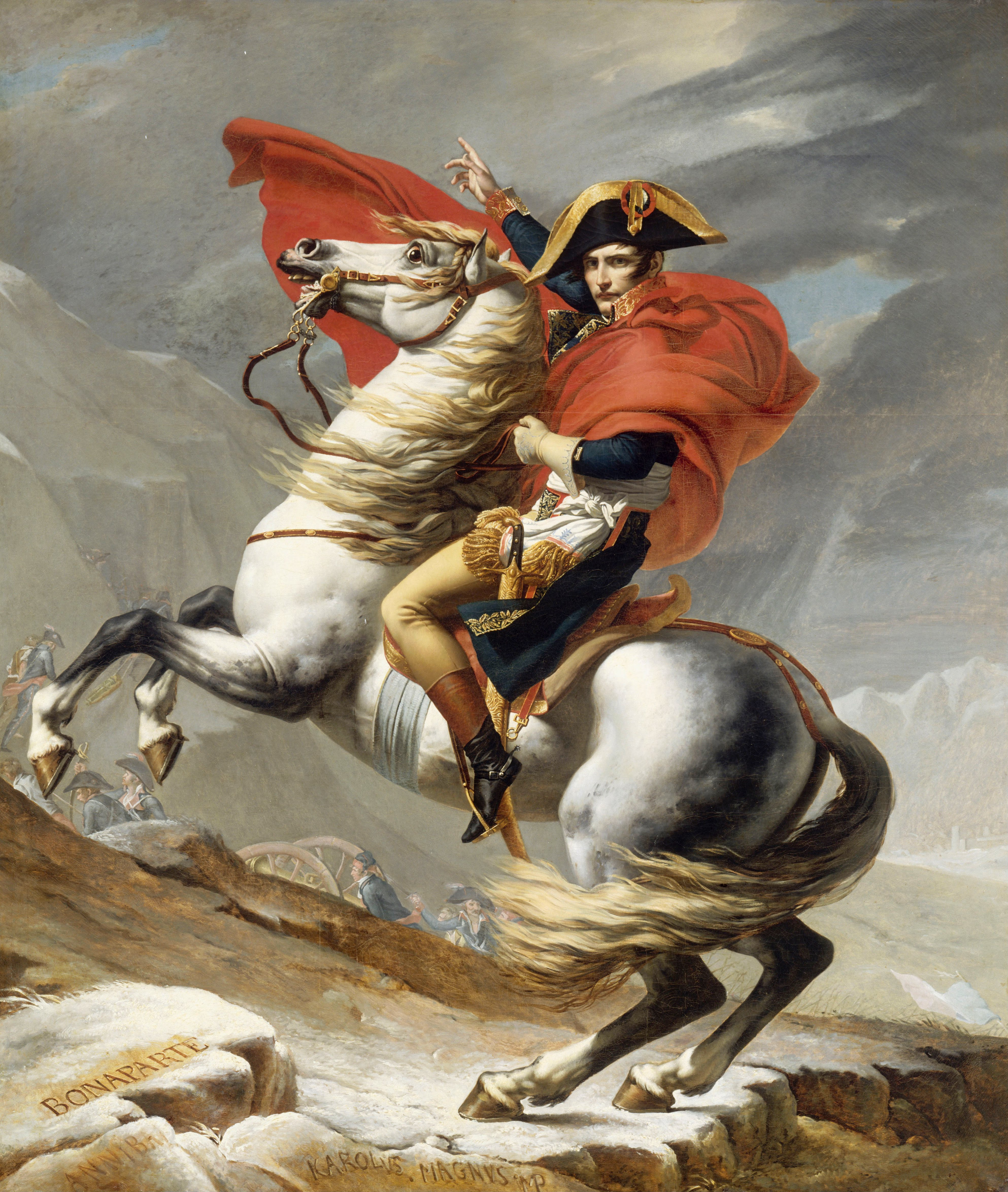
Muzeum Pałacu wersalskiego (271 × 232 cm), 1802
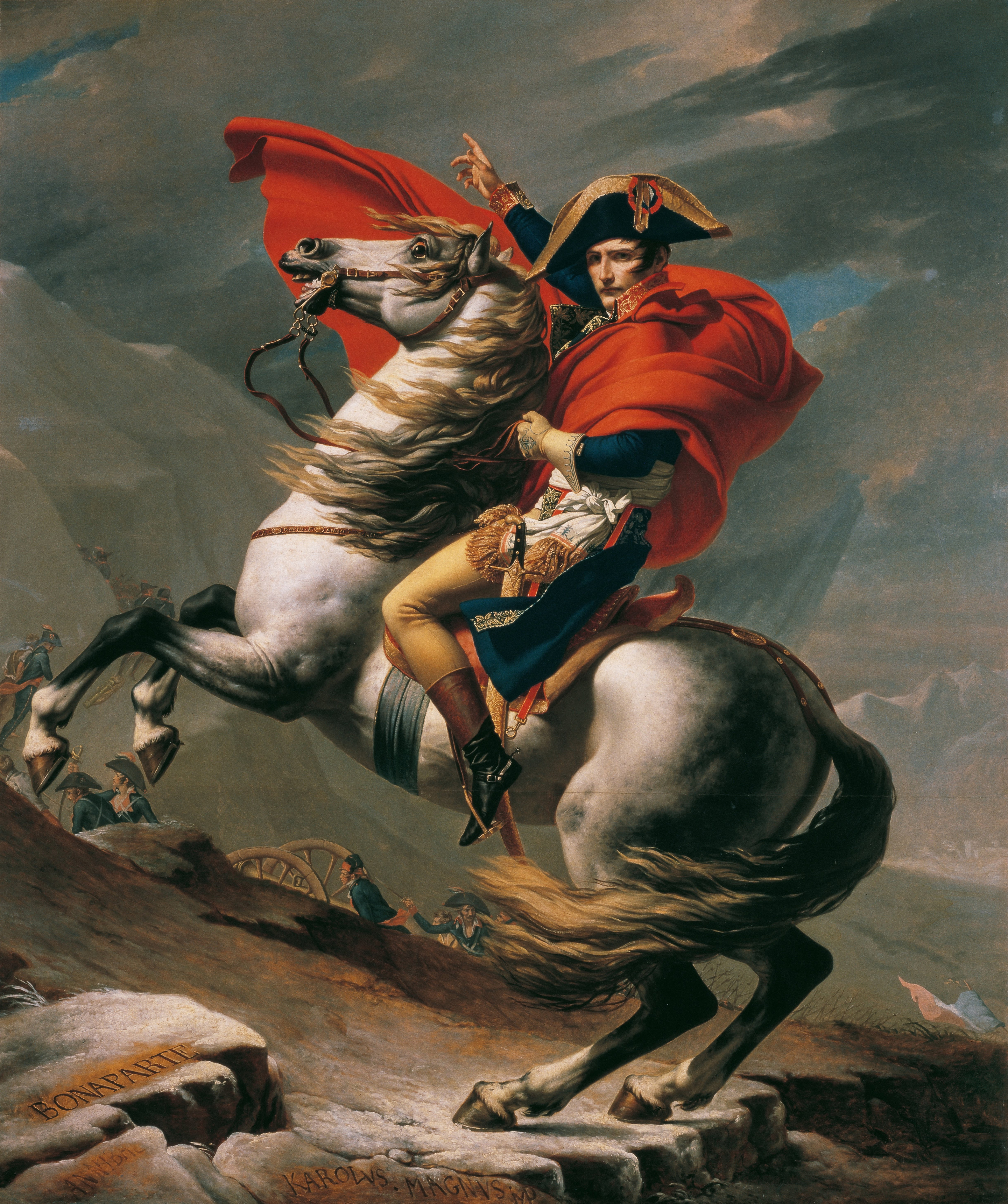
Muzeum Belwederu w Wiedniu (264 × 232 cm), 1803
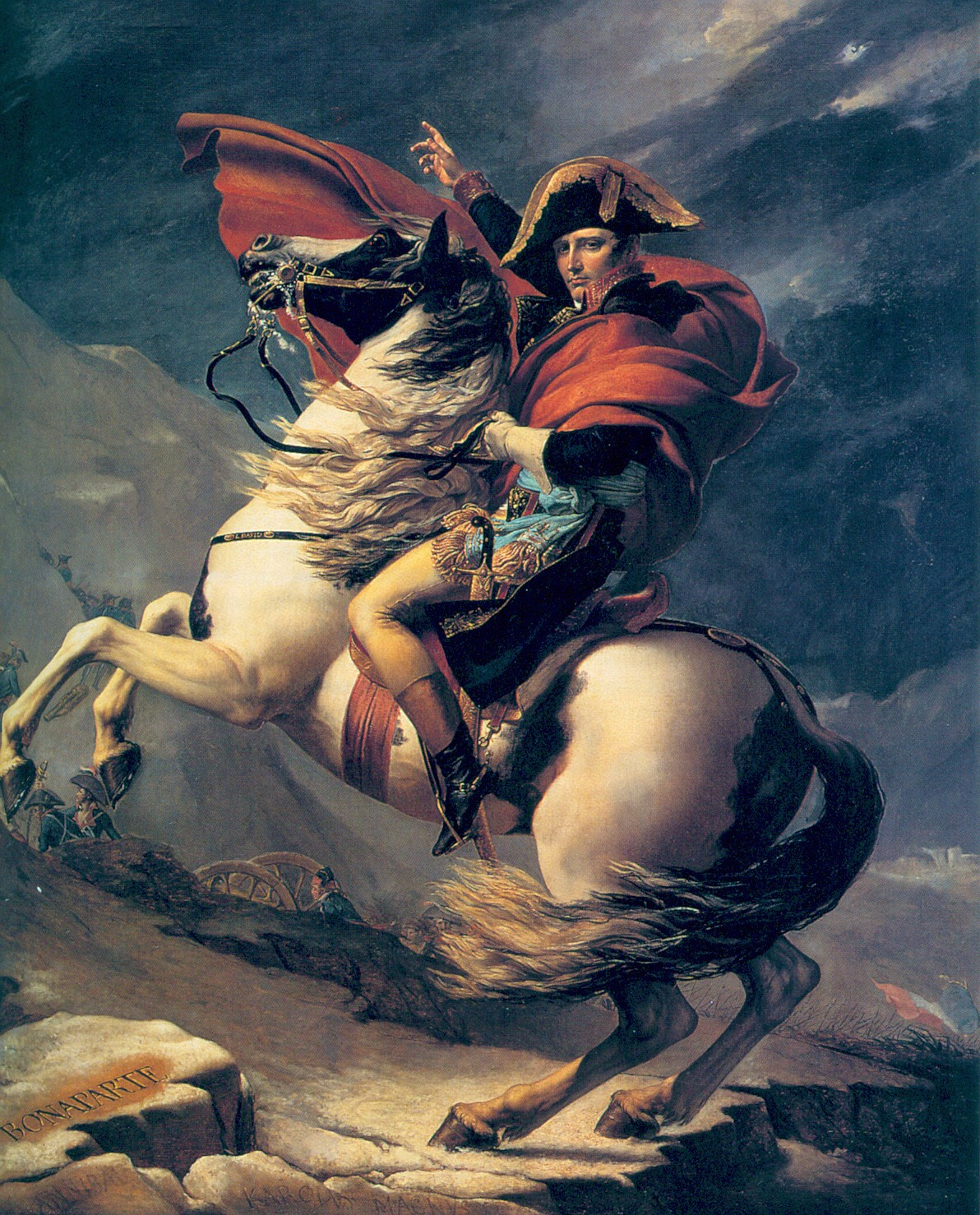
Muzeum Pałacu wersalskiego (267 × 230 cm), 1803

## Proweniencja
Oryginalna wersja pozostała w Madrycie do 1813, kiedy zasiadający na hiszpańskim tronie Józef Bonaparte abdykował i uciekł do Francji zabierając ze sobą liczne dzieła sztuki. W 1815 zabrał obraz ze sobą wyjeżdżając do Stanów Zjednoczonych. Obraz odziedziczyła jego córka Zénaïde Bonaparte, która zabrała go do swojej rezydencji w Rzymie (Villa Bonaparte, dawniej Villa Paolina). Portret przechodził na kolejnych spadkobierców Józefa aż do 1949, gdy jego prawnuczka Eugenie Bonaparte zostawiła go w spadku Muzeum Zamku w Malmaison.